# Georg Fischer-Elpons

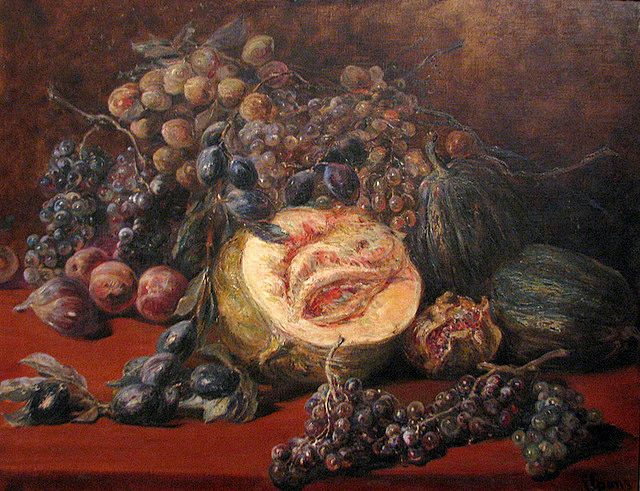
Natureza morta (Stillleben), Pinacoteca do Estado de São Paulo

Georg Fischer-Elpons bzw. George Fischer Elpons oder auch Jorge Elpons (* 7. September 1866 in Berlin; † 9. Juli 1939 in São Paulo) war ein deutschbrasilianischer Maler und Kunstlehrer, der sich in São Paulo niederließ, wo er mit dem Maler José Wasth Rodrigues und dem Bildhauer William Zadig eine Mal- und Zeichenschule gründete.

## Biografie
Elpons studierte zunächst in Berlin und fünf Jahre in München, wo er sich 23 Jahre aufhielt, und ging 1912 nach Brasilien.
Nach einer kurzen Durchreise Amazonas‘ ging er nach São Paulo. Gleich im Anschluss nahm er 1912/13 an der zweiten brasilianischen Ausstellung der Bildenden Künste teil, die im Liceu de Artes e Ofícios de São Paulo (LAOSP) stattfand. Er stellte dort drei Werke aus, welche allesamt Vasen mit Rosen darin zum Motiv hatten. Die Regierung des Bundesstaates plante, eine der „Rosen“ Elpons‘ für den Bestand der Pinakothek zu erstehen. Der Maler hat das ihm gemachte Angebot über 500.000 alte Réis (heute etwa 182 Real) offenkundig angenommen, da sich das Gemälde heutzutage in ebenjener staatlichen Pinakothek wiederfindet.
Seine Schüler waren unter anderem die bekannten Künstler Emiliano Di Cavalcanti, Tarsila do Amaral, Anita Malfatti, Nicola Petti, Hugo Adami und César Lacanna.
Der Maler wählte als sein Hauptthema seiner Bilder das „Stillleben“, anfangs auch Blumenbilder. Dennoch sind einige seltene Werke von Landschaften bekannt. Der Impressionismus, der in vielen seiner Bilder zum Vorschein kommt, gibt Hinweis auf seine deutschen Wurzeln.

## Ausstellungen
- Glaspalast-Ausstellung in München 1904, 1907, 1908 bis 1912[1]
- Große Berliner Kunstausstellung 1906, 1908 und 1911[1]
- 1912/13 Segunda Exposição Brasileira de Belas Artes, Liceu de Artes e Ofícios de São Paulo[3]

Posthum
- 1986 Dezenovevinte: uma virada no século, Pinacoteca do Estado de São Paulo[4]
- 1994 Um Olhar Crítico sobre o Acervo do Século XIX,  Pinacoteca do Estado de São Paulo[5]
- 2013 Experiência e Transformação, São Paulo, 6. Februar 2013 bis 30. Juni 2013[6]

## Werke in Sammlungen
- Languste und Hummer, erworben von Prinz Heinrich von Bayern[1]
- Rosas, um 1912, 53 × 76,5 cm, Öl auf Leinwand, Pinacoteca do Estado de São Paulo, erworben 1913[7]
- Natureza morta, o. D., 70 × 90 cm, Öl auf Leinwand, Pinacoteca do Estado de São Paulo, erworben 1974[7]